# Yuya Ageba
Yuya Ageba em japonês:上場 雄也;(Fujisawa, 30 de setembro de 1983) é um ex-voleibolista indoor com marca de alcance de 350 cm no ataque e 330 cm no bloqueio e atualmente jogador de vôlei de praia japones.

## Carreira
Nas quadras iniciou no Chiba Kenritsu Matsutsu Mutsu Mikou Togakuko e teve passagem pela Universidade Chuo Gakuin, Tokyo Verdy, Tsukuba United e FC Tokyo.Representou seu país quando jogador de voleibol de quadra (indoor) na edição dos Jogos Asiáticos sediados em Guangzhou  em 2010 obtendo a medalha de ouro.
A partir de 2012 migrou para o voleibol de praia  jogou com Yoshiumi Hasegawa até 2014, no ano seguinte com Koichi Nishimura, Hideki Yoshida, Takumi Takahashi e Katsuhiro Shiratori, retomou na sequência a parceria com Takumi Takahashi em 2016, ainda neste ano voltando a competir com Katsuhiro Shiratori.Em 2017 formou dupla com Masakatsu Onodera, já no ano seguinte volta a jogar com Katsuhiro Shiratori, Nobuaki Taira, Yuta Nagai, Koichi Nishimura e Yusuke Ishijima, e com este permaneceu no início da temporada de 2019, dando sequência com Takashi Tsuchiya e atualmente está novamente jogando com Nobuaki Taira, e juntos conquistaram a medalha de prata no Circuito Mundial de 2019 no Aberto e Boracay, Filipinas, na categoria uma estrela.
Nos Jogos Asiáticos de 2022, na competição, terminou em nono lugar com sua dupla, Takumi Takahashi.

## Títulos e resultados
- Torneio 1* de Boracay do Circuito Mundial de Vôlei de Praia:2019[3]